# 簡彥豪
 簡彥豪 （英語：Justin Kan，1983年7月16日—），美國商人、投資者，簡彥豪與他人共同創辦法律科技公司Atrium，並擔任執行長。
簡彥豪是直播平台Justin.tv和Twitch，以及行動社交影片應用程式Socialcam的共同創辦人。他曾是矽谷孵化器Y Combinator的合夥人。
簡彥豪嘗試以自己的名字命名在Justin.tv上播放他的生活，由此讓“lifecasting”一詞開始流行起來。簡彥豪創辦了一個類似Reddit風格的電子音樂平台，名為The Drop。在2019年3月，簡彥豪和陳士駿擔任Theta的顧問，該公司是一個專注於影音串流的區塊鏈平台。

## 外部連結
- 簡彥豪的Facebook專頁
- 簡彥豪的Instagram帳戶
- 簡彥豪的X（前Twitter）